# 南开大学边疆人文研究室
南开大学边疆人文研究室，全称南开大学文学院文科研究所边疆人文研究室，是指1942年南开大学在联合组建西南联合大学期间，由当时的南开大学文学院创办的一个研究机构，以擅长田野调查而著名，是南开大学“知中国，服务中国”办学宗旨的延续。南开大学边疆人文研究室成立的宗旨是
“以实地调查为途径，以协助推进边疆教育为目的”，一方面为当时云南省石佛铁路筹备委员会提供社会调查的参考文献以供修筑铁路使用；另一方面，也是南开大学为战后能继续发展南开教育做出的前瞻考虑和初步准备。
抗日战争时期，南开大学奉令与北京大学、清华大学辗转南迁至昆明，联合组成国立西南联合大学。在此期间，南开大学借云南省政府拟修建石屏至佛海铁路的契机，利用相关调查经费创办了南开大学边疆人文研究室以承担相关调查研究职能，并扩充文学院规模。在此过程中，研究室主办了刊物《边疆人文》以刊发相关调查研究的报告和论文。抗战胜利后，西南联大解散，南开大学返回天津复校，边疆人文研究室一同迁回天津。1950年后，研究室的部分人员开始各谋出路，天津高等学校院系调整时南开大学文学院被撤销，边疆人文研究室的工作及其刊物《边疆人文》的出版正式结束。
2004年，南开学校建校百年暨南开大学建校八十五周年之际，南开大学校史研究室编辑出版了《联大岁月与边疆人文》记录了南开大学边疆人文研究室的历史并收录了曾发表的多篇论文和回忆文章。

## 历史沿革

### 背景

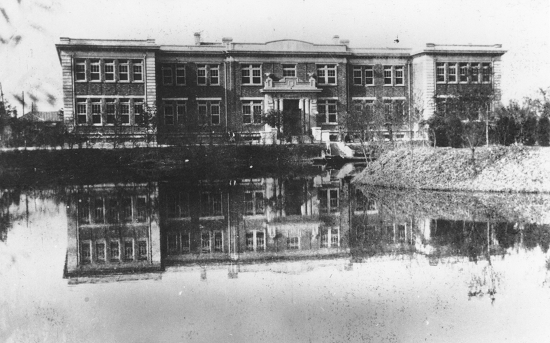
李纯捐建的秀山堂，南开大学文科院系曾在此办公

1937年，私立南开大学在八里台的校园被日军炸毁后，与国立北京大学、國立清華大學辗转南迁共同组成国立西南联合大学之前，都已经设立了各自的人文和科学科研机构。其中，北京大学下设文科研究所，清华大学社会学系下设国情普查研究所，南开大学下设经济研究所。由于战争因素，三校的科研工作一度中断。1938年，国民政府教育部支持有条件的大学恢复和发展科研机构。1939年6月，三校的研究开始恢复。1939年9月，梅贻琦召开教授会、校务委员会，决定组建“国立西南联合大学清华、北大、南开研究院”，支持三校开展研究工作。抗战期间，虽然南开大学与北大、清华实行联合办校，但在国立西南联合大学体制下，各校原有体制仍被保留，在聘请人员、举办科学研究等方面，各校仍然可以按照联合办学前的旧章进行安排，以保存各校教学、科研的传统及其人事力量等。
抗战前，1929年南开大学虽然已经建立了文学院，但只有外文、历史、哲学三系，学科阵容单薄，拟议中的文科研究所一直未能建立。因此，南开大学黄钰生、冯文潜等教授仍然坚持希望在抗战胜利之日，南开大学复员到天津的时候，带回一个健全的、教学科研阵容充实的文学院，并且将计划中的文科研究所付诸实现。因此，边疆人文研究室的创办一方面是为当时云南省石佛铁路筹备委员会提供社会调查的参考文献以供修筑铁路使用；另一方面，也是南开大学的领导者为战后能继续发展南开教育做出的前瞻考虑和初步准备，承担着为未来的文科研究所建立铺路的使命。清华大学在西南联合大学文学院率先成立了清华大学文科研究所，随后，南开大学也开始谋划筹建文科研究机构。

### 筹建

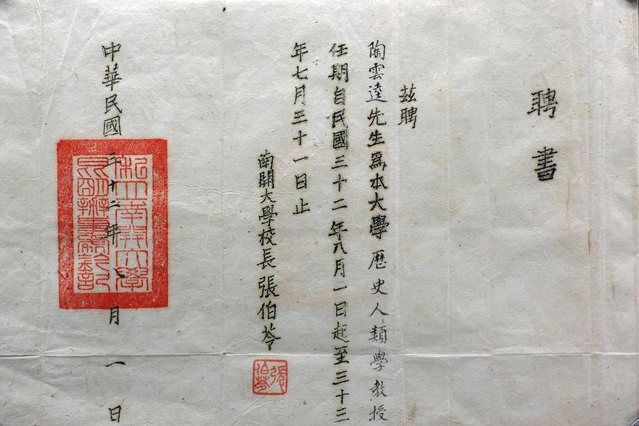
南开大学校长张伯苓致陶云逵聘书

抗日战争进行到四十年代初期，中国东部沿海已经被日军封锁，位于西南边陲的滇缅铁路、滇越铁路成为当时中国连接国际的交通要道。因此，云南省政府决定再修筑一条新铁路，由滇西的石屏通往滇边的佛海，以连接滇越铁路。石佛铁路筹备委员会愿意提供经费委托学术单位调查铁路沿线的社会经济、民情风俗、语言文化等方面的情况，以供修筑铁路参考与应用。在得知这一情况后，张伯苓立即写信给其好友、云南的社会贤达缪云台得到其协助。在缪云台的协助下，云南省政府决定委托南开大学承担这一任务。
1942年4月28日，云南省建设厅厅长龚仲钧致函张伯苓拟委请南开大学担任石佛铁路沿线的实地调查研究工作。黄钰生和冯文潜与云南当局签订了协议，南开大学正式承接了石佛铁路沿线的调查工作得到3万元的专款资助。南开大学取得石佛铁路筹备委员会的信托获得经费后，便决定借此契机创办边疆人文研究室承担相关研究工作，在为石佛铁路的修筑做些有益的工作同时，为南开大学创办一个人文科学的研究机构，开辟人文领域的科研阵地。边疆人文研究室创建时，规模不大，不足十人，物质条件也十分简陋，位于西南联合大学小西门外一个三合院的东厢房三间，与西厢房西南联大历史学系雷海宗教授建立的历史研究所为邻，研究生的笔墨纸张等杂物及后勤工作均由冯文潜一手操办。
1942年6月，在黄钰生、冯文潜等人积极筹划下，南开大学边疆人文研究室正式成立并制定了《南开大学文学院边疆人文研究室章程》，章程规定边疆人文研究室以边疆人文为工作范围，以实地调查为途径，以协助推进边疆教育为目的。研究室设主任一人，主持研究和调查工作，由校长于院长所推荐的教员中聘任。经举荐，1942年8月1日，张伯苓聘请毕业于南开大学、曾留学德国的陶云逵为南开大学历史人类学教授兼边疆人文研究室主任。

### 发展

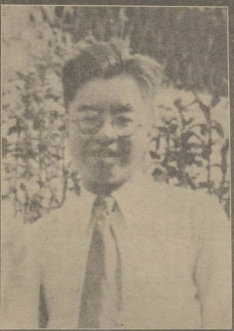
南开大学边疆人文研究室首任主任陶云逵

1942年5月，南开大学边疆人文研究室正式成立后，陶云逵为研究室主任，主持研究室全面业务工作，把研究室分为边疆语言、人类学（包括社会人类学和体质人类学）、人文地理和边疆教育四个工作组。南开大学创办边疆人文研究室的时候，人员大都来自联大的有关院系：研究室的创办人黄钰生是原南开大学的秘书长兼任西南联大师范学院院长，冯文潜是南开大学文学院院长兼任西南联大哲学系教授，陶云逵任边疆人文研究室主任兼任西南联大社会学系教授。7月6日，西南联大毕业生黎宗献、黎国彬为聘为研究室调查员。8月，邢公畹加入研究室工作。不久，罗常培推荐其研究生高华年加入边疆人文研究室。南开大学边疆人文研究室的规模日渐扩充，但专职研究人员始终不多，冯文潜挂名任职，但承担研究室的后勤等杂物工作。
1943年，黎国彬在车里（今西双版纳）调查时，被政府军队当做汉奸逮捕，险遭枪决，后来经多方营救，才从牢狱中获释。12月30日，陶云逵突染回归热致败血症，转年1月26日，病逝于云南大学医院。陶去世后，南开大学拟聘请中央研究院社会科学研究所民族学组研究员芮逸夫任边疆人文研究室负责人，芮因病未就任，冯文潜担任边疆人文研究室负责人。1944至1945年，南开大学获得两个赴法国深造的名额，拟派遣边疆人文研究室的黎国彬前往，但黎表示愿继续从事相关研究，拒绝了赴法深造的机会。1945年，抗战胜利后，国立西南联合大学解散，南开与北大、清华各自返回天津、北平复校。除袁家骅随北大返回北京以外，边疆人文研究室的大部分研究员随南开大学从昆明迁回天津。南开大学复员后，边疆人文研究室附设于文学院，无独立机构建制，冯文潜为负责人，因经费限制，开展的研究工作不多。1947年，边疆人文研究室编印了《边疆人文》第四卷，刊载了部分学术论文。

### 解散
1950年，天津高等学校院系调整开始，边疆人文研究室名义仍存，但部分研究人员已经逐渐各谋出路、各奔东西，其中多位研究员日后成为中国语言学界的学术名家。1950年，当时已在南开大学任副教授的高华年受原南开大学副校长、岭南大学校长陈序经邀请，到岭南大学任研究员继续研究，日后成为中国著名的语言学家。冯文潜对边疆人文研究的热度仍然不减，在南开校园内举办过“边疆人文”的文物展览，但依然不能挽救院系调整大背景下研究室的颓势。
1952年暑假后，南开大学取消学院建制，南开大学文学院被撤销，文学院内的中文系、历史两系各自清点财物分家。从此，边疆人文研究室和期刊《边疆人文》也正式宣告结束。

### 后续
边疆人文研究室解散后，出版的期刊、论文等相关资料被保存于南开大学的历史系、图书馆、博物馆和档案馆。1953年，邢公畹赴莫斯科东方学院、莫斯科大学任教，回国后回到南开大学任中文系教授，文革中曾遭遇批判，曾担任中国语言学会副会长。黎国彬继续留在南开大学，转入历史系任教，日后担任南开大学图书馆馆长。黎宗献在天津市第一中学教授历史，后调入天津社会科学院经济研究所研究人口经济学。
2018年5月，为纪念国立西南联大建校八十周年，南开大学博物馆举办了以“衣冠流徙，诗书粲然”为主题的馆藏国立西南联大民族调查文书资料展，展出了边疆人文研究室大批文书资料，包括官方文件、石佛铁路沿线民族调查资料、川康地区民族调查资料、中缅边界地区民族调查资料以及部分考察时期收集的边疆民族的实物资料，如十环剪刀、鎏金石佛等。

## 调查与研究
南开大学边疆人文研究室的创办者黄钰生、冯文潜两人对年轻人非常器重和信赖，敢于使用。因此，研究室的研究人员的平均年龄不足三十岁，均为中、青年学者。研究室的规模不大，包括陶云逵、黎国彬、邢公畹、高华年、黎宗献、赖才澄等人。边疆人文研究室主任陶云逵把研究室分为边疆语言、人类学（包括社会人类学和体质人类学）、人文地理和边疆教育四组。

### 调查活动

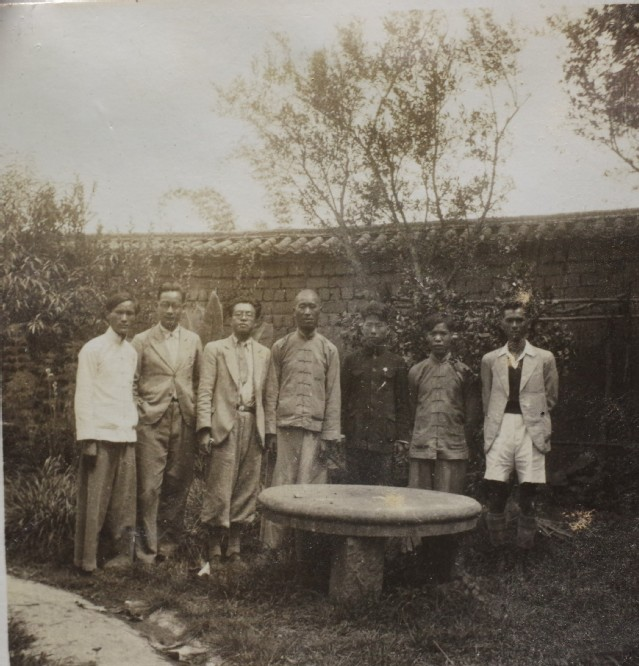
1942年南开大学边疆人文研究室调查工作队

在1940年代的边疆人文研究机构中，南开大学边疆人文研究室以调查工作见长，研究室的调查人员遍历了云南全境。研究室的调查队伍从昆明出发，经玉溪、峨山、新平、元江、金平，沿红河而下，对红河哈尼、彝族、文山苗族、傣族、纳苏等兄弟民族的语言、民俗、社会经济、地理等进行了调查。关于社会、经济、民俗、地理方面的调查主要由陶云逵与黎国彬、黎宗献负责；语言方面的调查由邢公畹与高华年担负。1947年12月，南开大学边疆人文研究室在主办的《边疆人文》上刊登了《南开大学边疆人文研究室调查工作表》，记载了边疆人文研究室1942年至1945年期间的调查情况如下：
1942年6至8月，邢公畹作为负责人，调查贵州惠水仲家语言、云南罗平仲家语言。7至10月，黎国彬作为负责人，调查云南元江摆夷之地理环境、阿卡之分布与迁移传说；陶云逵作为负责人，调查云南新平鲁魁山纳苏语之社会组织与宗教、新平大寨黑夷之图腾制度；高华年作为负责人，调查新平六吕河窝尼语言、青魁山纳苏语言与文字
；黎宗献作为负责人，考查新平扬武集市之汉夷互市以研究汉夷关系。1943年1至7月，邢公畹作为负责人调查漠沙花腰摆夷语言、元江水摆夷语言、元江三码头红儸倮语言。1至11月，黎国彬作为负责人，调查车里茶叶与各部族之关系。8至11月，袁家骅作为负责人，调查峨山窝尼语言；高华年作为负责人，调查峨山化念青苗语言。1945年7至9月，高华年作为负责人，调查路南白倮倮语言。

### 研究成果
边疆人文研究室调查研究成果可分为两部分。一部分是为石佛铁路提供所需的资料，另一部分是在云南新平、元江及罗平等地的调查报告和学术论文。
受石佛铁路委托的资料以云南石佛铁路筹委会与边疆人文研究室的名义辑印，主要有：《石佛沿线少数民族语言分布状况图表》《铁路员工应用的语言手册》和《石佛铁路沿线社会经济调查报告》等。边疆人文研究室对云南石佛铁路沿线的实地调查长达10个多月，是中国第一次对西南边疆地区开展的首次大规模、长时间的综合考察，并取得了丰硕的调查研究成果，受到学术界的高度评价。张伯苓校长评价调查研究报告“内容详实，蔚为大观”。
在云南新平、元江及罗平等地的调查报告和学术论文有黎国彬独著的《红河上游摆夷地理环境的调查》《元江摆夷及其地理环境》《车里、佛海茶叶与各部族经济关系的调查》；陶云逵、黎宗献合著的《杨武坝街子汉夷互市的调查》《杨武坝汉土胡市之研究》《纳苏宗教与巫术的调查》；邢公畹独著的《罗平仲家语言调查》《远洋寨仲歌记音》《云南撒尼与阿细人的体质》，以及高华年独著的《黑夷语法》《鲁魁山倮倮的巫术》《新平窝尼语言研究》《鲁魁山纳苏语言与文字》。陶云逵独著的《鲁魁山纳苏之社会组织与宗教》。
1942年，高华年发表论文《昆明黑彝语研究》，全文共分借词、语法、音系、词汇四部分，其中借词一章堪称经典，因此曾获得国民政府教育部的学术奖励。1943年，陶云逵在《边疆人文》上发表的《西南部族之鸡骨卜》在学术界引起广泛回响，闻一多、罗常培等都密切关注，是人类学领域的一篇名作，被罗常培高度评价为“综合堪究，胜义殊多”。

## 学术期刊

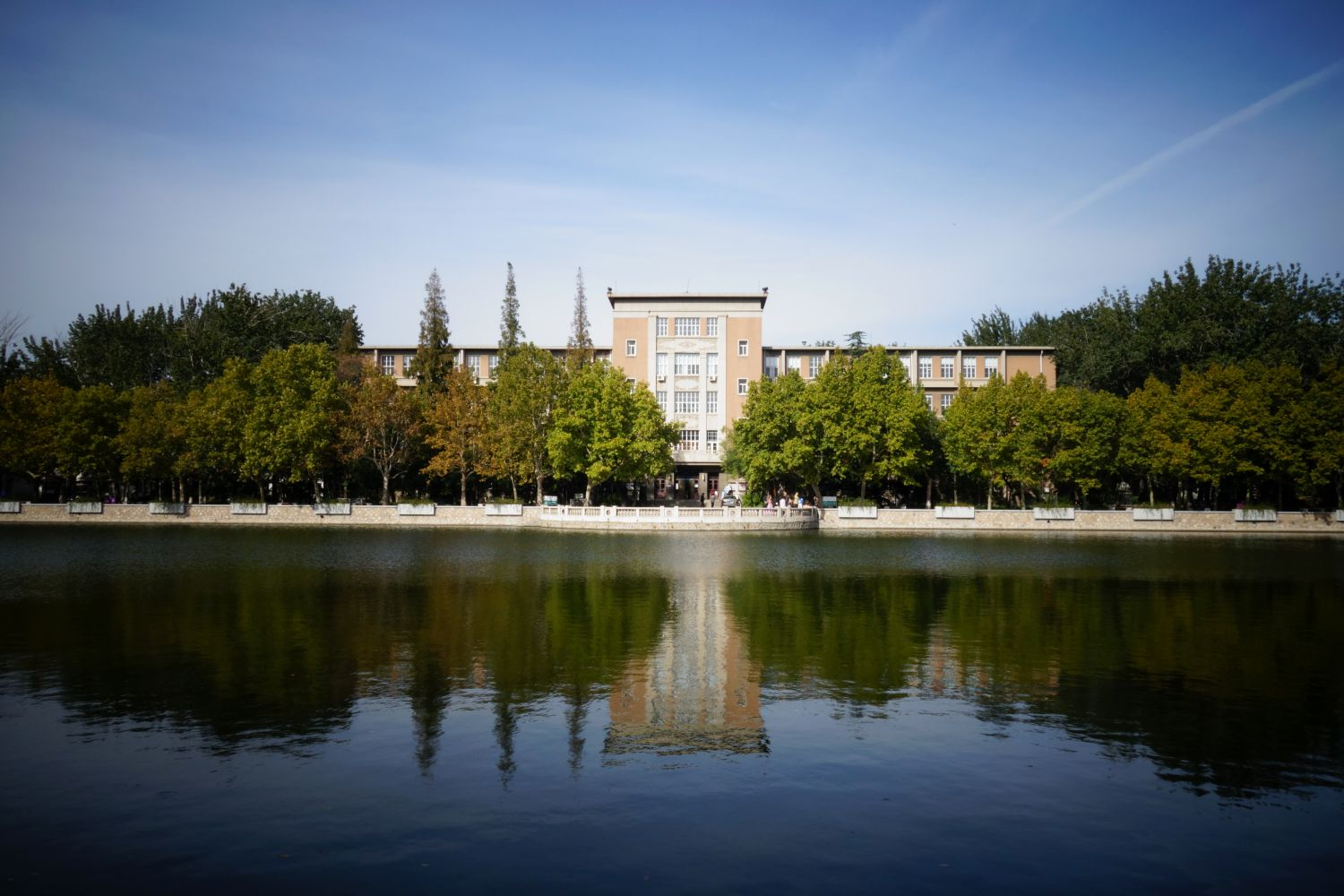
南开大学图书馆馆藏有《边疆人文》旧刊

南开大学边疆人文研究室主办了学术刊物《边疆人文》以刊发研究室的调查研究成果，共累计发行了4卷19期。因当时印刷困难，期刊采用油印印刷。《边疆人文》分为甲、乙两种：甲种是语言人类学专刊，乙种是综合性的双月刊。甲种专刊先后出了三集，第一集是邢公畹的《远羊寨仲歌记音》，第二集、三集是高华年的《黑夷语法》、《黑夷语中汉语借词的研究》。乙种综合性期刊出了三卷，共十六期，出到第三卷三、四期合刊的时候，抗日战争结束，南开大学复员天津，边疆人文研究室也随之返回天津。1950年院系调整，南开大学文学院撤销，边疆人文研究室的工作及其刊物《边疆人文》的出版，继续了一个短暂时期后便告结束。除学术出版物外，邢公畹还发表了小说《红河之月》，勾画了边疆社会的人文风貌。
南开大学边疆人文研究室所出版的刊物在其解散后由南开大学图书馆馆藏，但由于大部分资料属油印且含有大量少数民族使用的字符，因此部分资料已经难以辨认。虽然如此，這些刊物依然存在学术价值及史料价值，其内容涉及自然人文环境、少数民族文化概况及人们日常起居、西南边疆民族语言文化、文化人类学、体质人类学等，是研究中国西南边疆政治、经济、文化的有力史料。
2004年，南开大学校史研究室编辑出版《联大岁月与边疆人文》时，在历史系库房的角落里找到了《边疆人文物品清单》，整理收录了关于边疆人文研究室的回忆文章和曾发表的多篇论文。目前，南开大学图书馆藏有《边疆人文》旧刊。

## 研究经费
南开大学边疆人文研究室成立于战争时期，启动经费是云南省政府拟修建石佛铁路时，石佛铁路筹备委员会委托南开大学调查铁路沿线的社会经济、民情风俗、语言文化等方面的情况的经费。1942年4月28日，云南省建设厅厅长龚仲钧致函张伯苓时正式决定拨付经费3万元。1945年，袁家骅受云南路南县政府的邀请和资助，对路南县进行民族语言调查。关于研究室是否曾接受当时国民政府教育部的经费资助未有相关考证结果。